# Poliacrilonitrilo

Estructura química de la unidad repetitiva del poliacrilonitrilo.

El poliacrilonitrilo (PAN) es un polímero utilizado en la fabricación de fibras sintéticas, se utiliza, por ejemplo, para hacer suéteres y para fabricar telas para carpas.
El poliacrilonitrilo es un polímero vinílico, y un derivado de la familia de los acrilatos poliméricos. Se hace a partir del monómero acrilonitrilo, por medio de una polimerización vinílica por radicales libres.
El poliacrilonitrilo se utiliza frecuentemente para hacer otro compuesto del tipo polimérico, la fibra de carbono en hornos de alta temperatura en ausencia de oxígeno. Pero los copolímeros que contienen principalmente poliacrilonitrilo, se utilizan como fibras para hacer tejidos, como medias y suéteres, o también productos para ser expuestos a la intemperie, como carpas y otros. Si la etiqueta de cierta prenda de vestir dice "acrílico", entonces es porque la prenda está hecha con algún copolímero de poliacrilonitrilo. Generalmente son copolímeros de acrilonitrilo y acrilato de metilo, o acrilonitrilo y  metacrilato de metilo. 

## Historia
En 1843 Ferdinand Redtenbacher (1809-1895) investigó sobre el óxido de acrinoleína con un óxido de plata acuoso y ácido acrílico aislado. Posteriormente, Friedrich Beilstein (1838-1883) produjo ácido acrílico mediante la destilación de ácidos hidroacrílicos en 1862. La investigación continuó con los esfuerzos de Edward Frankland (1825-1899), Duppon, Schneider, Richard Erlenmeyer (1825-1909), Engelhorn, Carpary y Tollens y quien compensó los esfuerzos fue el químico francés Charles Maureu (1803-1929) que descubrió el acrilonitrilo en 1893. Él demostró que era un nitrilo del ácido acrílico.
Durante la Primera Guerra Mundial, el acrilonitrilo fue propuesto para sustitutir en la manufactura del caucho sintético. Con la restauración del comercio después de la Guerra, el abastecimiento del caucho natural se incrementó y esto hizo que el caucho sintético fuera menos ventajoso; algunas compañías comenzaron a investigar otras aplicaciones del acrilonitrilo. La fibra sintética industrial fue una de las primeras opciones investigadas. Los desarrollos en las fibras de acrilonitrilo fueron lentos hasta que se descubrieron los solventes apropiados, lo que permitió a las fibras ser formadas por hilado en seco o mojado.

## Copolímeros
También se sintetizan copolímeros a partir de acrilonitrilo y cloruro de vinilo. Estos copolímeros son retardantes de las llamas y las fibras hechas de ellos se llaman «fibras modacrílicas». Otros copolímeros son el estireno acrilonitrilo (SAN) y el acrilonitrilo butadieno estireno (ABS), se utilizan como plásticos. 
El SAN es un simple copolímero al azar de estireno y acrilonitrilo. Pero el ABS es más complicado. Está hecho por medio de la polimerización de estireno y acrilonitrilo en presencia de polibutadieno. El polibutadieno tiene enlaces dobles carbono-carbono en su estructura, los que pueden también polimerizar. Así que se forma una cadena de polibutadieno, conteniendo cadenas de SAN injertados en él. 
El ABS es muy fuerte y liviano. Es lo suficientemente fuerte como para ser utilizado en la fabricación de piezas para automóviles. El empleo de plásticos como ABS hace más livianos a los autos, así que utilizan menos combustible y por lo tanto contaminan menos. El ABS es un plástico más fuerte que el poliestireno gracias a los grupos nitrilo en sus unidades de acrilonitrilo. Los grupos nitrilo son muy polares, así que se atraen mutuamente. Esto permite que las cargas opuestas de los grupos nitrilo puedan estabilizarse. Esta fuerte atracción sostiene firmemente las cadenas de ABS, haciendo el material más fuerte. También el polibutadieno, con su apariencia de caucho, hace al ABS más resistente que el poliestireno.